# Janez Levec (kemik)
Janez Levec, slovenski kemijski inženir in akademik, * 23. oktober 1943, Začret pri Celju, † 13. januar 2020.
Levec je bil redni profesor (od 1984) za kemijsko inženirstvo Fakultete za kemijo in kemijsko tehnologijo Univerze v Ljubljani, kjer se je zaposlil 1971 in tam leto kasneje tudi doktoriral.
Na Kemijskem inštitutu je bil od 1985 tudi vodja laboratorija za katalizo in reakcijsko inženirstvo. Po vrnitvi iz ZDA je v študij kemijskega inženirstva vpeljal sodobne pristope h katalizi, kinetiki in inženirstvu, uporabne še dandanes. V letu 2015 je bil začasno v.d. direktorja Kemijskega inštituta.
Leta 1996 je prejel naziv ambasadorja Republike Slovenije v znanosti.  
27. maja 1997 je postal izredni, 12. junija 2003 pa redni član Slovenske akademije znanosti in umetnosti. 
Leta 2014 je prejel Zoisovo nagrado za življenjsko delo, še prej Kidričevo nagrado za vrhunske raziskovalne dosežke (1988), veliko Preglovo nagrado za raziskovalno delo Kemijskega inštituta (2009), katerega zaslužni raziskovalec je postal 8. 6. 2016. 